# Ulf Hielscher
Ulf Hielscher (n. 30 noiembrie 1967, Neubrandenburg, Republica Democrată Germană, Germania) este un bober ce a reprezentat Germania, medaliat olimpic. A participat la o ediție a Jocurilor Olimpice (1994) în care a câștigat o medalie de bronz.

## Participări
Lista de mai jos prezintă principalele competiții la care a participat Ulf Hielscher de-a lungul carierei.
- Bobsleigh under Vinter-OL 1994[*]